# Kelly Reilly
Kelly Reilly (ur. 18 lipca 1977 w Epsom) – angielska aktorka filmowa i teatralna.

## Filmografia

### Filmy
- 1995: Prime Suspect 4: Inner Circles – Polly Henry
- 1996: Rodzina Poldarków (Poldark) – Clowance Poldark
- 1997: Rebeka (Rebecca) – Clarice
- 1998: Children of the New Forest – Patience Heatherstone
- 1999: Sex 'n' Death – Julie
- 2000: Maybe Baby – Nimnh
- 2000: Peaches – Cherry
- 2001:  Starched – pokojówka
- 2001: Ostatnia prośba (Last Orders) – młoda Amy
- 2002: Smak życia (L'Auberge espagnole) – Wendy
- 2002: The Safe House – Fiona 'Finn' MacKenzie
- 2003: Zwłoki (Dead Bodies) –  Viv McCormack
- 2004: Rozpustnik (The Libertine) – Jane
- 2005: Pani Henderson (Mrs Henderson Presents) – Maureen
- 2005: Duma i uprzedzenie (Pride & Prejudice) – Caroline Bingley
- 2005: Smak życia 2 (Les Poupées russes) – Wendy
- 2006: A for Andromeda – Christine Jones / Andromeda
- 2007: Purchawka (Puffball) – Liffey
- 2007: Pałac Joego (Joe's Palace) – Charlotte
- 2008: Eden Lake – Jenny
- 2008: Ja i Orson Welles (Me and Orson Welles) – Muriel Brassler
- 2008: He Kills Coppers – Jeannie
- 2009: Selekcja (Triage; alternatywny tytuł: Shell Shock) – Diane
- 2009: Sherlock Holmes – Mary Morstan
- 2010: Meant to Be – Amanda
- 2010: Poznaj mojego przyjaciela (Ti presento un amico) – Sarah
- 2011: 1320 – Marry Hudson
- 2011: Edwin Boyd – Doreen Boyd
- 2011: Sherlock Holmes: Gra cieni (Sherlock Holmes: A Game of Shadows) – Mary Watson
- 2012: Lot (Flight) – Nicole
- 2013: Niewinność (Innocence) – Pamela Hamilton
- 2013: Smak życia 3, czyli chińska układanka (Casse-tête chinois) – Wendy
- 2013: Czysty strzał (A Single Shot) – Moira
- 2014: Niebo istnieje... naprawdę (Heaven Is for Real) – Sonja Burpo
- 2014: Calvary – Fiona Lavelle
- 2014: Set Fire to the Stars – Caitlin
- 2016: Dzień Bastylii (Bastille Day) – Karen Dacre
- 2018: 10x10 - Cathy

### Seriale
- 1995: The Biz – Laura
- 1996: The Ruth Rendell Mysteries – Kimberley (gościnnie)
- 1996: Bramwell – Kathleen Le Saux (gościnnie)
- 1996: Sharman – Sophie Bright (gościnnie)
- 1997: Tom Jones (The History of Tom Jones, a Foundling) – Nancy Miller
- 1997: Pie in the Sky – Tina (gościnnie)
- 1999: Wonderful You – Nancy
- 2003: Poirot (Agatha Christie's Poirot) – Mary Gerrard (gościnnie)
- 2009–2012: Poza podejrzeniem (Above Suspicion) – DC Anna Travis
- 2014: Black Box – dr Catherine Black
- 2015: Detektyw (True Detective) – Jordan Semyon
- 2018: Britannia – Kerra
- 2018–2024: Yellowstone - Beth Dutton

## Nagrody
- British Independent Film Awards
  - 2005: Nominacja w kategorii „Najlepsza aktorka drugoplanowa” za film Pani Henderson
  - 2008: Nominacja w kategorii „Najlepsza aktorka” za film Eden Lake
- Międzynarodowy Festiwal Filmowy w Cannes
  - 2005: Laureatka Chopard Trophy w kategorii „Female Revelation”
- César
  - 2006: Nominacja w kategorii „Najlepsza aktorka drugoplanowa” za film Smak życia 2
- Empire Awards
  - 2006: Laureatka Empire Award w kategorii „Odkrycie” za filmy: Pani Henderson oraz Duma i uprzedzenie
- Hollywood Film Awards
  - 2012: Laureatka Hollywood Film Awards za film Lot
- London Critics Circle Film Awards
  - 2006: Laureatka ALFS Award w kategorii „Brytyjskie odkrycie roku” za film Pani Henderson
- National Board of Review
  - 2005: Laureatka NBR Award za film Pani Henderson